# Def Leppard (álbum)
| Críticas profissionais | Críticas profissionais |
| Avaliações da crítica  | Avaliações da crítica  |
| Fonte                  | Avaliação              |
| ---------------------- | ---------------------- |
| All Music Guide        | link                   |

Def Leppard é o decimo primeiro álbum de estúdio da banda de rock britânica Def Leppard, lançado em outubro de 2015.

## Faixas
1. "Let's Go" (Rick Savage, Joe Elliott) - 5:01
2. "Dangerous" (Phil Collen, Elliott) - 3:26
3. "Man Enough" (Collen, Elliott) - 3:54
4. "We Belong" (Elliott) - 5:06
5. "Invincible" (Rick Allen, Elliott) - 3:46
6. "Sea of Love" (Collen) - 4:04
7. "Energized" (Collen) - 3:23
8. "All Time High" (Elliott) - 4:19
9. "Battle of My Own" (Savage, Elliott) - 2:42
10. "Broke 'N' Brokenhearted" (Collen, Elliott) - 3:17
11. "Forever Young" (Collen, Elliott) - 2:22
12. "Last Dance" (Savage) - 3:09
13. "Wings of an Angel" (Collen, Vivian Campbell, Savage, Elliott) - 4:23
14. "Blind Faith" (Collen, Campbell, Savage, Elliott) - 5:33

## Créditos
- Joe Elliott – vocais, guitarra acústica
- Phil Collen – guitarra, backing vocals, vocais em "We Belong"
- Vivian Campbell – guitarra, backing vocals, vocais em "We Belong"
- Rick Savage – baixo, backing vocals, vocais em "We Belong"
- Rick Allen – bateria, backing vocals, vocais em "We Belong"

## Performance
| Paradas (2015–16)                             | Posição mais alta |
| --------------------------------------------- | ----------------- |
| Austrália (ARIA)                              | 4                 |
| Áustria (Ö3 Austria Top 40)                   | 18                |
| Bélgica (Ultratop Flandres)                   | 85                |
| Bélgica (Ultratop Valônia)                    | 39                |
| Canadá (Billboard)                            | 11                |
| Países Baixos (Dutch Charts)                  | 79                |
| Finlândia (Suomen virallinen lista)           | 32                |
| Hungria (MAHASZ)                              | 33                |
| Irlanda (IRMA)                                | 57                |
| Itália (FIMI)                                 | 36                |
| Nova Zelândia (RMNZ)                          | 17                |
| Noruega (VG-lista)                            | 15                |
| Suécia (Sverigetopplistan)                    | 11                |
| Suíça (Schweizer Hitparade)                   | 2                 |
| Reino Unido (Official Albums Chart)           | 11                |
| US Billboard 200                              | 10                |
| Estados Unidos (Top Rock Albums)              | 1                 |
| Estados Unidos (Top Hard Rock Albums)         | 1                 |
| Estados Unidos (Billboard Independent Albums) | 1                 |